# Lupo (Musiker)
Lupo (* 1949, richtiger Name Gerd Otto Kühn) ist ein deutscher Musiker und Mitglied der Rock-Band Grobschnitt.

## Biografie
Gemeinsam mit dem späteren Grobschnitt-Schlagzeuger Eroc besuchte er die Realschule und spielte in den Vorgänger-Bands   The Crew und  The Universals aus Hagen (Westfalen).
Als Leadgitarrist und Sänger war er von der Gründung 1971 bis zur Auflösung 1989 bei Grobschnitt: Er spielte u. a. auf den Alben Grobschnitt (1972), Jumbo (1975), Rockpommel’s Land (1977), Solar Music (1978),  Merry-Go-Round (1979), Volle Molle (1980), Illegal (1981) und Razzia (1982) und organisierte die  Tourneen.
Nach der Neuformierung von Grobschnitt kümmerte sich Lupo gemeinsam mit Eroc und Wildschwein um die Neuauflage alter Aufnahmen und trat bei Reunion-Konzerten auf.